# Штаудах-Эгерндах
Штаудах-Эгерндах (нем. Staudach-Egerndach) — община в Германии, в земле Бавария. 
Подчиняется административному округу Верхняя Бавария. Входит в состав района Траунштайн. Подчиняется управлению Марквартштайн.  Население составляет 1120 человек (на 31 декабря 2010 года). Занимает площадь 19,34 км².